# Cruadalach
Cruadalach je česká osmičlenná folkcorová skupina vzniklá v roce 2008.
Z hudebních nástrojů využívají housle, šalmaje, dudy, kytary a zobcové flétny.
Pro kapelu jsou typické velmi živelné show vedené energickým frontmanem. Repertoár Cruadalach byl v počátcích ovlivněn především středověkými a irskými motivy, kapela ale čím dál více nachází vlastní identitu a styl, v němž se prolíná vícero metalových žánrů. Texty písní, psané v angličtině a češtině, reflektují lidské zkušenosti i hodnoty a obecně spiritualitu lidského bytí, často pracují s legendami coby podobenstvím.

## Sestava

### Současná sestava
- Petr Caisl – zpěv, řev
- Petra Jadrná - dudy, šalmaj, píšťala
- Jan "Pigboss" Knotek - kytara, řev
- Jan "Halfred" Kapic - kytara
- Hana "Honey" Slanařová - housle
- Eliška Kasprzyk - housle
- Ondřej Novák - basa
- Tom Kasprzyk - bicí

### Bývalí členové
- Aleš "Ax" Cipra
- Filip Škrdlík
- Jan "Radalf" Vrobel
- Tomáš "Ante" Nejedlý
- Michal "Datel" Rak

## Biografie
Základy kapely Cruadalach byly položeny několika muzikanty na podzim roku 2008, v průběhu nadcházejících měsíců se k tělesu přidávali další členové. V létě roku 2009 se sestava ustálila a bleskově se připravila na naplánované podzimní koncertní tažení v rámci Čech a Slovenska, při němž se prezentovala po boku moravské doom metalové legendy Dissolving of Prodigy a velmi rychle si získala pozornost metalových fanoušků v obou navštívených zemích. Začátkem roku 2010 elektronicky vydává své demo "V rytmu staré krve" se třemi písněmi. Během roku 2010 již kapela sklízí velké úspěchy na undergroundových metalových festivalech a také jako support ruské paganmetalové star Arkony na jejích dvou klubových zastávkách v ČR. Začíná budit pozornost jak pořadatelů, tak vydavatelství, a zaměřuje úsilí na natočení svého prvního regulérního počinu. Za tímto účelem jedná s tuzemským vydavatelem časopisu Pařát. Na podzim se koná mezinárodní výměnné festivalové minitour „Samhainfest“ se spřátelenými zahraničními kapelami, iniciované kapelou Cruadalach s vizí každoroční tradice. Cruadalach tak má poprvé možnost představit se na zahraničních pódiích, a to ve Slovinsku a v Německu. Následuje dialog a podepsání smlouvy s německým vydavatelstvím Black Bards. V únoru 2011 kapela vydává sedmiskladbové EP "Agni - Unveil what´s burning inside" coby přílohu časopisu Pařát, v dubnu pak vydává pod Pařátem vinylovou verzi EP s bonusovou skladbou. Debutové album "Lead - Not Follow" je pak vydáno v listopadu 2011 pro Evropu a USA u Black Bards. Pro vydání na českém trhu získává licenci tuzemský label Metalgate. Vydání debutu bylo podpořeno sérií koncertů pod názvem "Black Trolls Over Europe III“ po boku německé Suidakry či irských Waylander. V roce 2012 kapela nadále koncertuje v ČR i zahraničí. V létě pak podepisuje smlouvu s rakouskou agenturou „Black Light Music“ o zastupování pro západní Evropu.